# Bertolf Lentink
Bertolf Lentink (Dronten, 2 juli 1980) is een Nederlandse singer-songwriter, multi-instrumentalist, producer en arrangeur.

## Biografie
Lentink studeerde gitaar aan het conservatorium in Zwolle. Hij richtte hier de band The Junes op, waarvoor hij de songschrijver, zanger en gitarist was. The Junes leverden in 2006 vier songs voor de film Afblijven, een verfilming van het boek van Carry Slee. 
In 2007 trad Bertolf toe tot de band van Ilse DeLange. Hij ontmoette haar in 1994 tijdens een talentenjacht voor country en western in Rotterdam. In DeLange's band speelde hij gitaar, dobro, mandoline en zong hij backing vocals. Hij speelde met DeLange mee tijdens de concerten in de Heineken Music Hall (die later op cd verschenen onder de titel Live In Amsterdam) en op Pinkpop. In 2011 keerde hij nog eenmaal terug in haar band tijdens een concert in het Gelredome in Arnhem, dat werd uitgebracht als Live in Gelredome. 
In 2009 werd Lentink door 3FM uitgeroepen tot Serious Talent. Zijn debuutalbum For Life, opgenomen in de ICP Studio's in Brussel, kwam in februari 2009 uit. Lentink co-produceerde dit album en speelde bijna alle instrumenten zelf in. De eerste single van dit album, Another Day, bereikte in de Single Top 100 de 10de plaats en in de Nederlandse Top 40 de 11de positie. In de tweede week van 2009 werd de single uitgeroepen tot 3FM Megahit.
Op 9 september 2009 speelden Bertolf en band, naar aanleiding van het verschijnen van de geremasterde catalogus van The Beatles, het rooftop-concert na op het dak van de Plantage, de toenmalige studio van Pauw & Witteman.
Op 3 maart 2010 kreeg Bertolf een Zilveren Harp uitgereikt, en in april verscheen zijn tweede album Snakes & Ladders, waarvoor hij een Edison-nominatie ontving en waarvan single Cut Me Loose opnieuw megahit werd op NPO radio 3FM. Hierna verscheen in 2012 zijn derde solo-album, Bertolf, dat opnieuw voor een Edison genomineerd wordt. Van januari tot en met mei 2013 toerde Lentink met Kasper van Kooten langs de theaters met hun programma Harde Noten. Voor het najaar van 2013 keerde Lentink terug met tributeband Her Majesty voor Back to Abbey Road (And What If The Beatles Had Stayed Together), een voorstelling over het gelijknamige Beatlesalbum en een fictief Beatle-album uit 1971. In 2014 verscheen het bandalbum Color Reporters, een samenwerking tussen Bertolf en Bas Wilberink. 
In september 2015 kwam Bertolfs vierde solo-album First & Then uit. Ook toerde hij in de seizoenen 2016/2017 en 2017/2018 wederom langs de theaters met Her Majesty (uitgebreid met o.a Jelle Paulusma, voormalig frontman van Daryll-Ann) en Diederik Nomden. Ditmaal met een ode aan Déjá vu, de legendarische plaat van Crosby, Stills, Nash & Young, waarvan de allerlaatste show plaatsvond in een uitverkocht Carré. Daarna volgt het programma Marrakesh Express, opnieuw met de muziek van Crosby, Stills, Nash & Young. In oktober 2016 ging zijn eerste solo theaterprogramma 'Bloedlijn' in première en eind 2018 volgde het programma 'Soelaas', beide geregisseerd door Diederik van Vleuten. Op 25 januari 2019 verscheen zijn vijfde solo-album Big Shadows of Small Things bij Excelsior Recordings. 
Naast het schrijven van zijn eigen materiaal, schrijft Bertolf ook voor en met anderen. Zo schreef hij de single Other side of me voor Roel van Velzen, Won't you let me have my way with you met Miss Montreal, Till I find someone en Take you home met The BlueBirds en titelsong Alles kan voor de Kruimeltje-film met Rob Dekay. Ook was hij betrokken bij Lorrainville en deed hij studiowerk voor onder anderen Henny Vrienten, Douwe Bob, Paul de Munnik, Niels Geusebroek, Freek de Jonge en Rob Dekay. 
Bertolf maakte in 2019/2020 deel uit van de huisband van De Wereld Draait Door onder leiding van Henny Vrienten, en speelde in de allerlaatste uitzending het lied Tot Zover samen met Vrienten en Diederik Nomden, als laatste item voordat het beeld op zwart ging.
Op 28 mei 2021 verschijnt Bertolf’s zesde soloalbum Happy in Hindsight, wederom bij Excelsior Recordings. Deze release werd voorafgegaan door de singles Don’t Look Up, Don’t Look Down, Back to the Garden en Happy in Hindsight. In april van dat jaar verscheen ook de song Amsterdam van Douwe Bob, die hij samen met Bertolf schreef en waarop Bertolf dobro speelt en een tweede stem zingt. Op 2 juli 2021 komt de single Only Together uit, de titelsong die Bertolf schreef voor Luizenmoeder de Film, waarin ook nog zijn oudere song Mary te horen is.  
Op 11 maart 2022 verschijnt de single Terug naar de Baai van Musketiers, een nieuwe supergroep bestaande uit Paskal Jakobsen, Paul de Munnik, Daniel Lohues en Bertolf. In het najaar komt er een volledig album uit en wordt er een ronde gemaakt langs de theaters. Het lied 'Duistere Passagier' werd genomineerd voor de Annie-MG Schmidt Prijs. 
Op 8 september 2023 verschijnt het album 'Bluefinger' dat Bertolf in Nashville opnam met zijn grote bluegrass-helden zoals Jerry Douglas, Stuart Duncan en Mark Schatz. Het album bestaat uit bluegrass bewerkingen van de beste songs van zijn eerdere albums, aangevuld met 3 nieuwe instrumentals en het duet 'Before The Storm' met Ilse DeLange. 
Op 10 oktober 2023 was Marcel de Vré's Het Uur van de Wolf documentaire 'Bertolf in Bluegrass' op televisie, over Bertolfs Nashville avontuur en het maken van het album Bluefinger. Dat najaar onderneemt Bertolf ook theatertournee met een Nederlandse bluegrass-band bestaande uit Nathalie Schaap, Janos Koolen, Joost van Es, Jos van Ringen en Caspar de Groen. Eind 2024 volgde een reprise van deze tour die tot in de winter van 2025 doorloopt.
In 2024 komt het comeback album 'Spring' van Daryll-Ann uit, waarvoor Bertolf met Jelle Paulusma en Anne Soldaat de song 'Our Song' schrijft. 
Voor de seizoenen 2024 en 2025 speelde Bertolf de leader muziek voor Boer Zoekt Vrouw in op banjo, dobro, gitaar en mandoline. Onder de serie 'Voetbalouders' (2025) op Netflix waren zijn songs 'Dutch Summer' en 'Don't Wanna Lose You Yet' te horen. 
Op 28 mei 2025 verschijnt de single 'Hysteria' van Bertolf & Nomden, een voorbode van een album en een theatertournee van Bertolf & Diederik Nomden.  

## Persoonlijk
Bertolf is getrouwd met het Zwolse voormalig PvdA-gemeenteraadslid Patty Wolthof voor wie hij het nummer Patty Lane schreef. Samen hebben ze twee zoons.

## Discografie

### Albums
| Album met eventuele hitnotering(en) in de Nederlandse Album Top 100 | Datum van verschijnen | Datum van binnenkomst | Hoogste positie | Aantal weken | Opmerkingen                   |
| ------------------------------------------------------------------- | --------------------- | --------------------- | --------------- | ------------ | ----------------------------- |
| For Life                                                            | 05-01-2009            | 10-01-2009            | 39              | 10           |                               |
| Snakes & Ladders                                                    | 23-04-2010            | 01-05-2010            | 11              | 9            |                               |
| Bertolf                                                             | 23-03-2012            | 31-03-2012            | 14              | 7            |                               |
| Harde Noten                                                         | 15-02-2013            | 23-02-2013            | 30              | 10           | met Kasper van Kooten         |
| Color Reporters                                                     | 14-03-2014            | -                     |                 |              | onder de naam Color Reporters |
| First & Then                                                        | 18-09-2015            | 26-09-2015            | 8               | 3            |                               |
| Big Shadows of Small Things                                         | 25-01-2019            | 02-02-2019            | 120             | 1            |                               |
| Happy in Hindsight                                                  | 28-05-2021            | 05-06-2021            | 25              | 1            |                               |
| Bluefinger                                                          | 08-09-2023            | -                     | -               | -            |                               |

### Singles
| Single met eventuele hitnotering(en) in de Nederlandse Top 40 | Datum van verschijnen | Datum van binnenkomst | Hoogste positie | Aantal weken | Opmerkingen                 |
| ------------------------------------------------------------- | --------------------- | --------------------- | --------------- | ------------ | --------------------------- |
| Another Day                                                   | 2008                  | 13-12-2008            | 11              | 12           | Nr. 10 in de Single Top 100 |
| For Life                                                      | 2009                  | 21-03-2009            | tip3            | -            | Nr. 28 in de Single Top 100 |
| Mr. Light                                                     | 2009                  | 27-06-2009            | tip5            | -            | Nr. 6 in de Single Top 100  |
| Two in a Million                                              | 2010                  | 20-03-2010            | tip2            | -            | Nr. 21 in de Single Top 100 |
| Cut Me Loose                                                  | 2010                  | 17-07-2010            | 31              | 5            |                             |
| Mary                                                          | 2012                  | -                     |                 |              | Nr. 49 in de Single Top 100 |
| Jericho                                                       | 2015                  | 04-07-2015            | tip14           | -            |                             |

### NPO Radio 2 Top 2000
| Nummers met noteringen in de NPO Radio 2 Top 2000 | '09  | '10  | '11 | '12  |
| ------------------------------------------------- | ---- | ---- | --- | ---- |
| Another Day                                       | 1916 | 1838 | -   | -    |
| Mary                                              | ×    | ×    | ×   | 1737 |

1. ↑  Een '-' betekent dat het nummer niet was genoteerd, een '×' betekent dat het nummer nog niet was uitgebracht en een vetgedrukt getal geeft de hoogste notering van een nummer aan.
2. ↑  2009 was het eerste jaar met een notering voor Bertolf Lentink.
3. ↑  Deze tabel is bijgewerkt tot en met de laatste editie (2024).